# Thomas de Berkeley, 3. Baron Berkeley

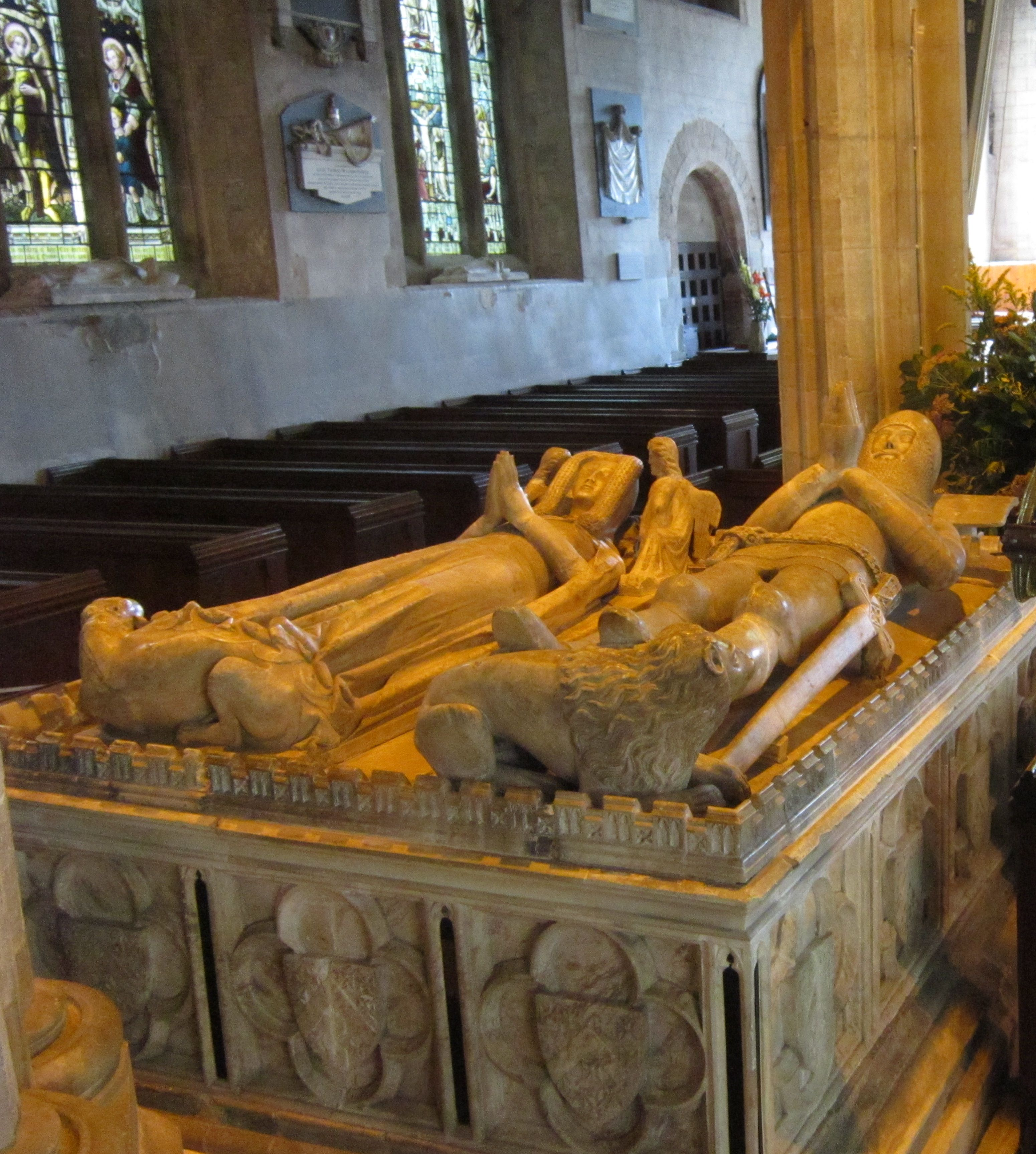
Grabdenkmal von Thomas de Berkeley und seiner zweiten Frau Katherine in der Kirche St Mary’s in Berkeley

Thomas de Berkeley, 3. Baron Berkeley (genannt Thomas the Rich) (* um 1293; † 27. Oktober 1361) war ein englischer Adliger. Er war wahrscheinlich in die Ermordung des abgesetzten Königs Eduard II. verwickelt.

## Herkunft
Thomas de Berkeley entstammte der Familie Berkeley, die ab dem 13. Jahrhundert zu den einflussreichsten Familien von Gloucestershire und der südlichen Welsh Marches gehörte. Er war der älteste Sohn von Maurice de Berkeley, 2. Baron Berkeley und von dessen ersten Frau Eva la Zouche. 

## Militär im Dienst seines Vaters
1314 nahm der junge Berkeley zusammen mit seinem Vater, mit seinem Großvater Thomas de Berkeley und mit seinem Bruder Maurice an der Schlacht von Bannockburn teil, dabei gerieten sie alle mit Ausnahme von seinem Vater in schottische Gefangenschaft. Erst nach der Zahlung eines Lösegelds kamen sie wieder frei. An der Schlacht hatten die Berkeleys im Gefolge des Earl of Pembroke teilgenommen, doch nach 1316 kam es zum Bruch zwischen den Berkeleys und dem Earl of Pembroke. Wohl im Auftrag ihres Vaters überfielen Thomas und sein Bruder Maurice zusammen mit weiteren Verwandten und zahlreichen Gefolgsleuten am 31. Juli 1318 den Jagdpark von Painswick, einem Gut von Pembroke in Gloucestershire. Trotz der Anstrengungen von Pembroke, dass die Angreifer sich vor Gericht verantworten und ihm Entschädigung für die begangenen Zerstörungen zahlen sollten, blieb das Verfahren ergebnislos. Dies lag vor allem an der Missachtung der Gerichte durch die Berkeleys, die auch die Bevölkerung der Region einschüchterten. Der Überfall gilt als Zeichen für die schwache Herrschaft von Eduard II., während dessen Herrschaft es in weiten Teilen Englands zu Fehden und Übergriffen kam, die kaum geahndet wurden. Allerdings zahlte Berkeleys Vater im Februar 1319 Pembroke eine Entschädigung, und weitere Angreifer folgten wenig später diesem Beispiel. Die Berkeleys waren inzwischen in das Gefolge des mächtigen Marcher Lord Roger Mortimer of Wigmore gewechselt. Im Mai 1319 wurde das Bündnis durch die Heirat von Thomas mit Mortimers Tochter Margaret gefestigt. Vor 1322 wurde Thomas zum Ritter geschlagen.

## Rebellion und Gefangenschaft
Zusammen mit seinem Vater unterstützte Thomas de Berkeley im Frühjahr 1321 Mortimer und andere Marcher Lords im Despenser War, einer Rebellion gegen den königlichen Günstling Hugh le Despenser. Die Rebellen konnten im Sommer 1321 die Verbannung Despensers durchsetzen, doch ab Herbst 1321 ging Eduard II. militärisch gegen die Rebellen vor. Roger Mortimer ergab sich im Januar 1322, Maurice de Berkeley Anfang Februar dem König. Thomas flüchtete mit den verbliebenen Rebellen nach Nordengland, wo sie sich dem Earl of Lancaster anschlossen. Im März 1322 wurden die Rebellen in der Schlacht bei Boroughbridge entscheidend geschlagen, in der Thomas gefangen genommen wurde. Er wurde in Pevensey Castle eingekerkert. Auch seine Frau Margaret ließ der König verhaften und gefangen halten.
Als im Herbst Roger Mortimer zusammen mit Königin Isabelle die Herrschaft von Eduard II. stürzen konnte, kam Berkeley am 14. Oktober frei. Er schloss sich den Truppen der Königin an, die wenig später auch Berkeley Castle besetzen konnten. Die Burg und die Besitzungen der Familie wurden anschließend wieder an Thomas de Berkeley übergeben. Da sein Vater wenige Monate zuvor in Gefangenschaft gestorben war, konnte er nun sein Erbe antreten. Nach der Hinrichtung von Hugh le Despenser im November traf er kurz seine Frau, die ebenfalls frei gekommen war, in Wigmore. 1329 bestätigte der Papst die Gültigkeit ihrer Ehe und erklärte ihre Kinder für ehelich.

## Rolle als Wärter des abgesetzten Eduard II.
Berkeley wurde nun ein enger politischer Gefährte von Roger Mortimer, der anstelle des minderjährigen neuen Königs Eduard III. der eigentliche Regent von England wurde. Mortimer übergab Anfang April 1327 Berkeley sowie John Maltravers und Thomas Gurney, die beide langjährige Gefolgsleute der Familie Berkeley waren, die Aufsicht über den abgesetzten Eduard II. Berkeley und Maltravers überführten den gestürzten König von Kenilworth Castle nach Berkeley Castle, das sie am 5. oder 6. April erreichten. Angeblich soll Berkeley den abgesetzten König misshandelt haben, was jedoch als unwahrscheinlich gilt. Stattdessen wurde er in vermutlich ehrenvoller Haft festgehalten, wofür Berkeley täglich die stattliche Summe von £ 5 erhielt. Mitte oder Ende Juni 1327 wurde die Burg von den Dunheved-Brüdern gestürmt, die den ehemaligen König befreien konnten. Berkeley war zum Zeitpunkt des Überfalls nicht in der Burg und konnte nur mit Mühe den entkommenen König bis Ende Juli wieder gefangen und zurück nach Berkeley bringen. Wahrscheinlich gab es in der Folge noch weitere Versuche, den abgesetzten König zu befreien. Die genauen Umstände des weiteren Verbleibs des Königs sind ungeklärt. Wahrscheinlich wurde er im September 1327 in Berkeley Castle von seinen Wärtern ermordet, wobei Berkeleys Beteiligung an der Tat unklar ist. Am 22. September sandte Berkeley Thomas Gurney zu Mortimer mit der Nachricht, dass Eduard II. am Vortag gestorben sei. Am 21. Oktober übergaben Berkeley und Maltravers die Leiche des Ex-Königs an Gloucester Abbey, wo sie später beigesetzt wurde.
Es gab jedoch noch lange Zeit Gerüchte, dass Eduard II. nicht ermordet wurde, sondern noch am Leben sei. Mortimer soll ihn weiter als Faustpfand gegenüber dem jungen Eduard III. benutzt haben, dazu hatte er den König nach dessen angeblichen Tod insgeheim nach Corfe Castle bringen lassen, wo er weiterhin unter Berkeleys Aufsicht festgehalten wurde. Statt des Königs soll eine andere Leiche einbalsamiert worden sein, die dann am 21. Dezember 1327 in Gloucester Abbey beigesetzt wurde. Mortimer belohnte seinen Unterstützer Berkeley, indem er ihm im Mai oder Juni 1330 Ländereien des hingerichteten Earl of Kent übergab.

## Anklagen wegen des Mordes an dem König nach dem Sturz von Roger Mortimer
Im Oktober 1330 stürzte der junge Eduard III. in einem Staatsstreich Mortimer und ließ ihn verhaften. Berkeley flüchtete nach Mortimers Sturz nicht, sondern nahm sogar am 26. November an dem Parlament teil, während dem Mortimer als Verräter zum Tod verurteilt wurde. John Maltravers wurde in Abwesenheit zum Tod verurteilt, allerdings nicht wegen des Todes von Eduard II., sondern aufgrund seiner Rolle beim Tod des Earl of Kent. Thomas de Berkeley blieb dagegen zunächst unbehelligt. Als er dennoch beschuldigt wurde, an der Ermordung von Eduard II. beteiligt gewesen zu sein, verteidigte er sich, dass er zum Zeitpunkt des Todes des ehemaligen Königs gar nicht in Berkeley, sondern in Bradley gewesen sei. Dort sei er krank gewesen, sodass er sich nicht an alles erinnern konnte. Damit deckte er zunächst Thomas Gurney, der kurz darauf aus England flüchtete. Am 20. Januar 1331 erklärte eine zwölfköpfige Jury, der erfahrene Ritter des königlichen Haushalts angehörten, vor dem Parlament Berkeley für unschuldig, stattdessen wurden nun Thomas Gurney und William Ockley des Mordes an dem König beschuldigt. Der König schien aber von Berkeleys Unschuld nicht völlig überzeugt zu sein, denn er beließ Berkeley unter der Aufsicht des Steward of the royal Household, bis das nächste Parlament über sein Schicksal entscheiden würde. Da die anderen Beschuldigten flüchtig waren und es nie zu einem Gerichtsverfahren gegen sie kam, blieb das Verfahren weiter in der Schwebe. Im Mai oder Juni 1335 erklärte Eduard III., dass er Berkeley für unschuldig am Tod seines Vaters hielt. Wahrscheinlich hatte er zuvor Informationen von Maltravers erhalten, der weiterhin im Exil lebte. Erst am 16. März 1337 erklärte ein Parlament Berkeley für unschuldig.
Nach der heutigen Forschung hat Berkeley mit Sicherheit gelogen, als er 1330 behauptete, erst nach dem Sturz von Mortimer vom Tod des Königs erfahren zu haben. Er war wahrscheinlich zumindest in der Nähe von Berkeley, als der König starb oder ermordet wurde. Eduard III. wollte jedoch offenbar Berkeley als ehemaligen Rebellen gegen seinen Vater und als Angehörigen des Hochadels nicht verurteilen, dazu hatte sein Bruder Maurice de Berkeley den König beim Sturz Mortimers unterstützt.

## Weiterer Dienst für Eduard III.
Während des Feldzugs von 1335 nach Schottland gehörte Berkeley zu den Magnaten, die unter dem Kommando von Edward Balliol über Berwick nach Schottland vorstießen. Als Knight Banneret führte er dabei ein Gefolge von 38 men-at-arms und zwölf berittenen Bogenschützen. Während des Hundertjährigen Kriegs diente er 1340 als Marshal der englischen Armee in Frankreich und 1342 war er Kommandant der englischen Truppen in den Scottish Marches. Er diente dazu als Richter und übernahm eine Reihe von lokalen Ämtern. 1338 war er Sheriff von Gloucestershire.

## Ehen und Nachkommen
Berkeley hatte mit seiner Frau Margaret mehrere Kinder, darunter:
- Joan de Berkeley († 1369) ⚭ Reginald de Cobham, 1. Baron Cobham
- Maurice de Berkeley, 4. Baron Berkeley (um 1330–1368)

Nach dem Tod von Margaret 1337 heiratete Berkeley in zweiter Ehe am 30. Mai 1347 Katherine († 1385), die Witwe von Sir Piers le Veel aus Tortworth in Gloucestershire. Sie war eine Tochter und schließlich die Erbin von Sir John Clivedon und dessen Frau Emma aus Charfield in Gloucestershire. Mit ihr hatte Berkeley mindestens einen Sohn:
- John de Berkeley

Berkeley wurde nach seinem Tod in der Kirche St Mary’s in Berkeley beigesetzt. Sein Erbe wurde sein ältester Sohn Maurice, der eine Tochter seines früheren Widersachers Hugh le Despenser heiratete. Sein Sohn John aus seiner zweiten Ehe begründete die Familie Berkeley von Beverston.